# لونوخود ۱
لونوخود ۱ (روسی: Луноход-1 ("Moonwalker ۱")، که همچنین با نام Аппарат ۸ЕЛ № ۲۰۳ ("دستگاه 8EL شماره ۲۰۳") نیز شناخته می‌شود، اولین ماه نورد رباتیکی بود که توسط اتحاد جماهیر شوروی در چارچوب پروژه لونوخودها روی ماه فرود آمد. در سال ۱۹۷۰ فضاپیمای لونا ۱۷ لونوخود ۱ را به ماه برد. لونوخود ۱ اولین سطح‌نورد کنترل از راه دور بود که آزادانه در سطح اجرام آسمانی فراتر از زمین حرکت می‌کرد. همچنین این اولین کشتی چرخدار در یک جرم آسمانی دیگر بود. لونوخود صفر (شماره ۲۰۱)، اولین تلاش برای انجام این کار، در فوریه ۱۹۶۹ بود که پرتاب شد اما نتوانست به مدار برسد.

## عملیات فرود و سطح
این فضاپیما در ۱۷ نوامبر در ساعت 03:47 UTC در دریای رگبارها بر روی ماه فرود آمد. در غرب ماری ایمبریوم در ۶۰ کیلومتری جنوب دماغه هراکلیدس فرمود آمد. فرودگر دارای رمپ‌های دوگانه بود که محموله لونوخود ۱ می‌توانست از آن به سطح ماه فرود آید. در ساعت 06:28 UTC سطح نورد روی سطح ماه حرکت کرد.
۱۹۷۰:
- ۱۷ تا ۲۲ نوامبر: مریخ نورد ۱۹۷ متر رانده شد، ۱۴ تصویر نزدیک از ماه و ۱۲ نمای پانوراما را در طی ۱۰ جلسه ارتباطی برگرداند. همچنین تجزیه و تحلیل خاک ماه را انجام داد.
- ۹ تا ۲۲ دسامبر: ۱۵۲۲ متر

۱۹۷۱:
- ۸ تا ۲۰ ژانویه: ۱۹۳۶ متر
- ۸ تا ۱۹ فوریه: ۱۵۷۳ متر
- ۹ تا ۲۰ مارس: ۲۰۰۴ متر
- ۸ تا ۲۰ آوریل: ۱۰۲۹ متر
- ۷ تا ۲۰ مه: ۱۹۷ متر
- ۵ تا ۱۸ ژوئن: ۱۵۵۹ متر
- ۴ تا ۱۷ ژوئیه: ۲۲۰ متر
- ۳ تا ۱۶ اوت: ۲۱۵ متر
- ۳۱ اوت - ۱۴ سپتامبر: ۸۸ متر

## موقعیت فعلی

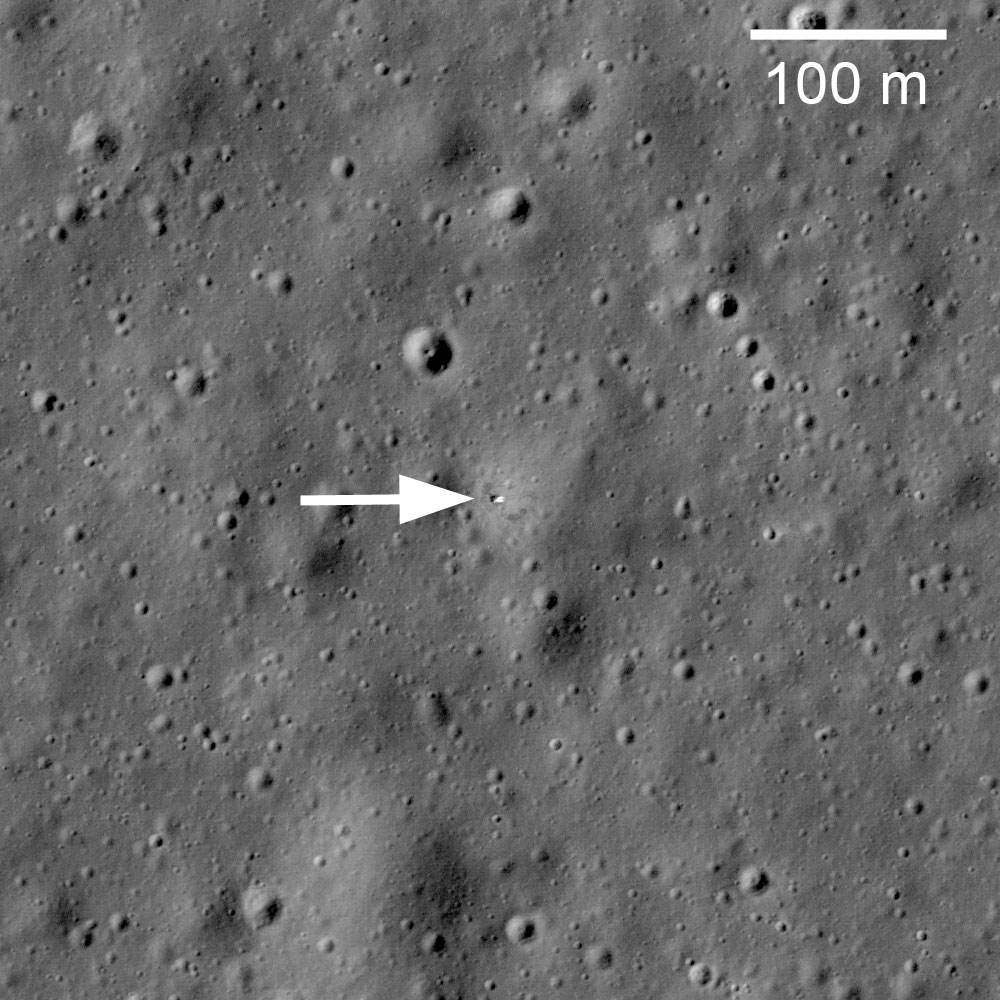
تصویر LRO از سال ۲۰۱۰

## نگارخانه

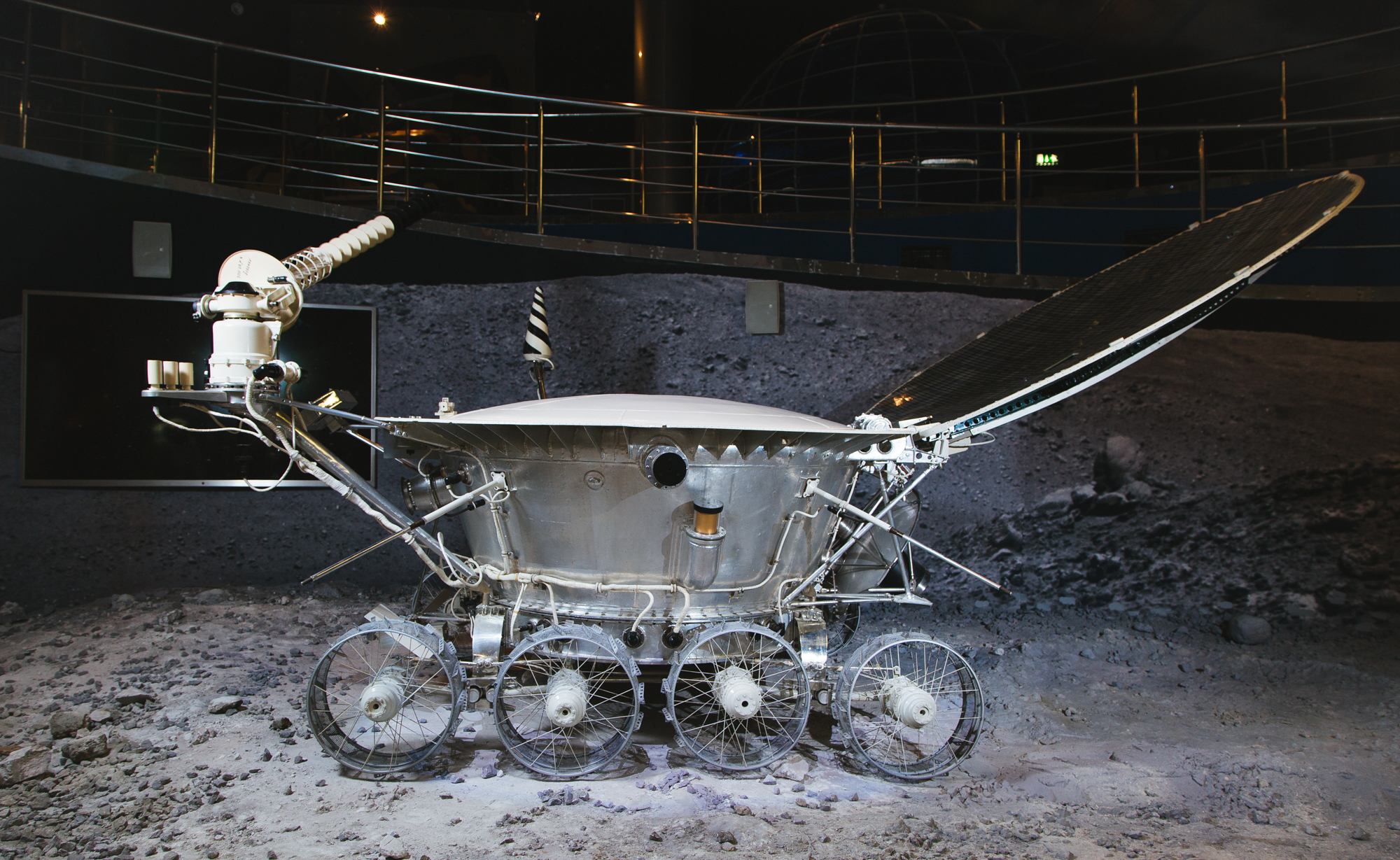
لونوخود ۱ در موزه کیهان نوردی (مسکو)
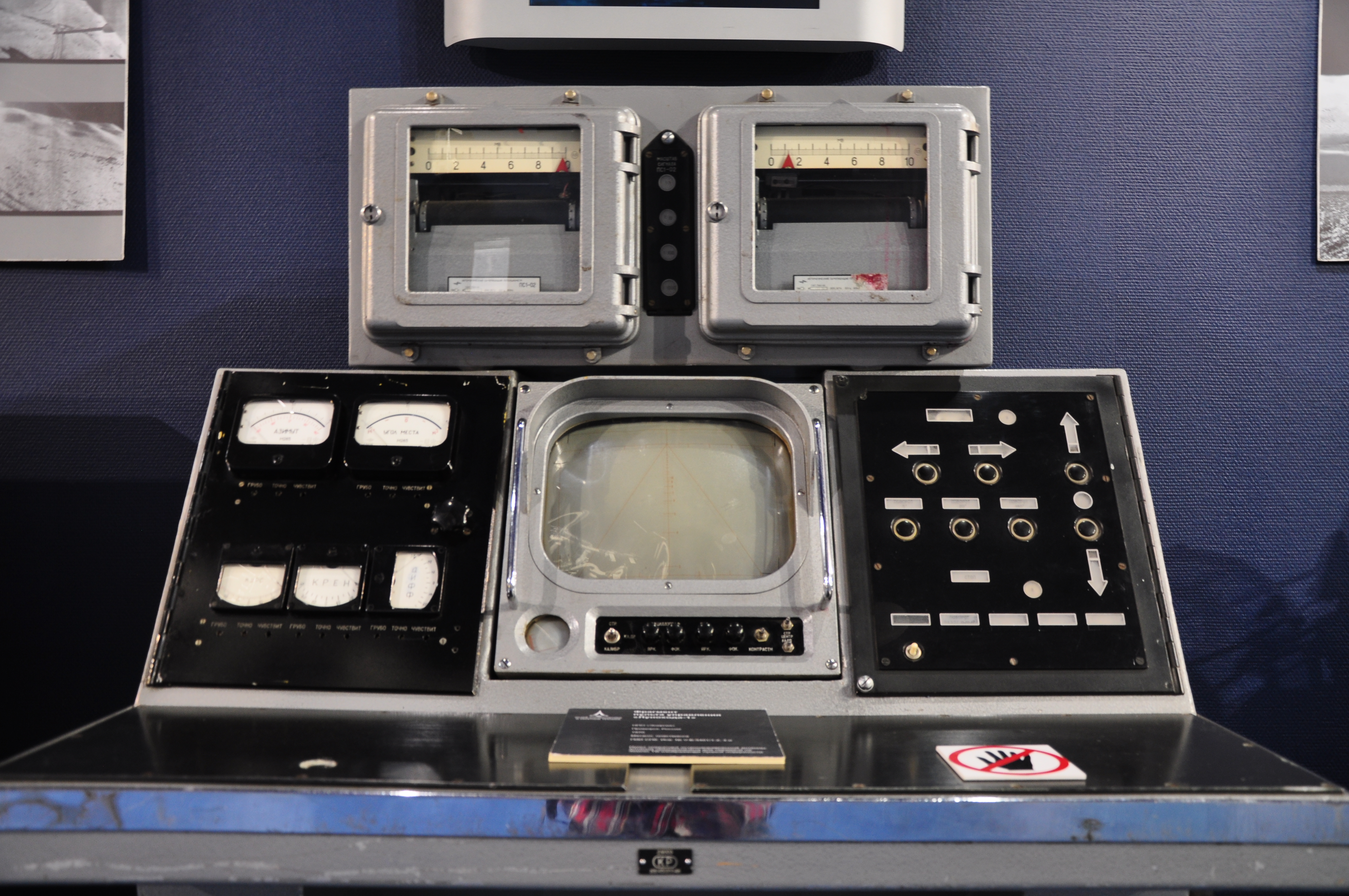
بخشی از کنترل پنل لونوخود ۱. موزه فناوری فضایی و موشکی (سن پترزبورگ)
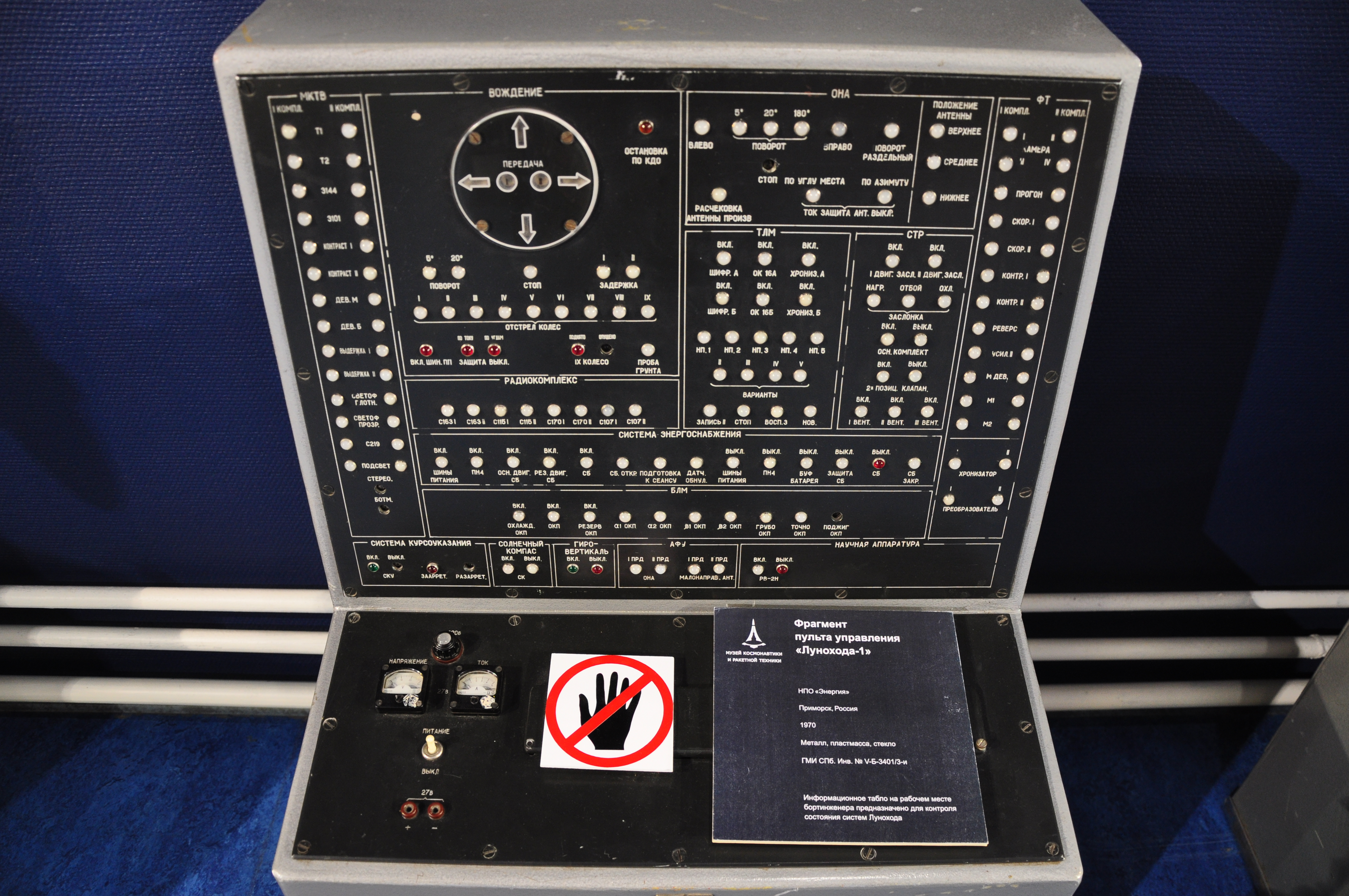
بخشی از کنترل پنل لونوخود ۱.